# Suely Campos
Maria Suely Silva Campos (Amajari, 14 de maio de 1953) é uma empresária e política brasileira. Filiada ao Progressistas (PP), foi governadora do estado de Roraima.

## Biografia
Filha de Antonino Meneses da Silva e de Maria América Sousa e Silva, Suely Campos nasceu em Amajari no dia 14 de maio de 1953.
Graduada em Letras pela Universidade Federal de Roraima (UFRR), antes de ingressar na vida pública, trabalhou como diretora administrativa da Neudo Campos Engenharia entre os anos de 1980 e 1994 e presidiu o Comitê da Comunidade Solidária de Roraima a partir de 1996.
Além disso, Suely Campos é casada com o político e também ex-governador de Roraima Neudo Campos, com quem teve quatro filhos.

## Trajetória política
Suely Campos iniciou sua trajetória política em 1997, quando filiou-se ao Partido Progressista Brasileiro (PPB) e assumiu a Secretaria Estadual do Trabalho e Bem-Estar Social de Roraima, ocupando o cargo até o ano de 2002. Durante o período em que permaneceu no cargo, implantou o programa Centro Socioeducativo, que foi considerado pelo Fundo das Nações Unidas para a Infância (UNICEF) como modelo de programa de atendimento a jovens infratores para o Brasil e para a América Latina. Em 2001, mudou sua filiação para o Partido da Frente Liberal (PFL) e assumiu a presidência do Conselho da Defesa e Direitos da Mulher de Boa Vista, onde permaneceu até 2002.
Nas eleições estaduais de 2002, Suely Campos deixou a Secretaria do Trabalho para concorrer ao cargo de deputada federal pelo PFL. Alcançando a soma de 7.280 votos, o equivalente a 4,31% dos votos válidos, conseguiu eleger-se, tomando posse ao cargo em fevereiro do ano seguinte quando retornou ao Partido Progressista (PP), sigla que substituiu a do PPB. Durante o primeiro mandato na Câmara dos Deputados, foi membro titular das comissões de Educação e Cultura e de Seguridade Social e Família (CSSF), e participou da Comissão Parlamentar Mista de Inquérito (CPMI) que funcionou em 2003 e 2004 com o objetivo de investigar casos de exploração sexual de crianças e adolescentes ocorridos no Brasil, e que resultou na criação do Disque 100, linha direta de telefonia para denúncia de exploração sexual infantil, e que tornou obrigatória a afixação de cartazes em estabelecimentos comerciais com informações sobre a prática ilícita de explorar menores de idade.
Deixando a Câmara dos Deputados em 31 de janeiro de 2007, no ano seguinte Suely Campos candidatou-se ao cargo de vice-prefeita do município de Boa Vista ao lado do candidato à reeleição e então prefeito do município, Iradilson Sampaio (PSB), na chapa intitulada Frente Democrática Socialista e composta pelo Partido Progressista (PP), Partido Socialista Brasileiro (PSB), Partido Democrático Trabalhista (PDT), Partido dos Trabalhadores (PT), Partido do Movimento Democrático Brasileiro (PMDB), Partido Humanista da Solidariedade (PHS), Partido Trabalhista Cristão (PTC) e Partido Verde (PV). Logo no primeiro turno, a chapa de Suely Campos angariou 66.998 votos, o equivalente a 54,35% dos votos válidos, vencendo as eleições.
Nas eleições estaduais de Roraima em 2014, Suely Campos substituiu o marido e candidato Neudo Campos na disputa pelo cargo de governador do estado de Roraima. Na chapa intitulada Salve Roraima, composta pelo Partido Progressista (PP), Partido Trabalhista Brasileiro (PTB) e Democratas (DEM), e ao lado do político e candidato à vice Paulo Quartiero (DEM), no primeiro turno das eleições, Suely alcançou a soma de 100.973 votos (o equivalente a 41,48% dos votos válidos) e seguiu para a disputa do segundo turno. Já na segunda etapa das eleições, realizada em 26 de outubro de 2014, Suely Campos angariou 127.161 votos (o equivalente a 54,85% dos votos válidos) e conseguiu ser eleita ao cargo, vencendo o governador em exercício Chico Rodrigues.
Nas eleições de outubro de 2018, Suely Campos candidatou-se novamente ao cargo de governadora do estado de Roraima ao lado do candidato à vice Oleno Matos (PCdoB), na chapa Na Luta por Roraima composta pelo Partido Progressista (PP), Partido Comunista do Brasil (PCdoB), Partido Democrático Trabalhista (PDT), Podemos (PODE), Partido Renovador Trabalhista Brasileiro (PRTB), Partido da República (PR) e Partido Humanista da Solidariedade (PHS). Alcançando a soma de 29.888 votos, o equivalente a 11,13% dos votos válidos, ficou em terceiro lugar na disputa e não seguiu para o segundo turno das eleições.

### Desempenho em eleições
| Ano  | Eleição                | Coligação                             | Partido | Candidato a      | Votos                                                            | %                                                      | Resultado  |
| ---- | ---------------------- | ------------------------------------- | ------- | ---------------- | ---------------------------------------------------------------- | ------------------------------------------------------ | ---------- |
| 2002 | Estadual em Roraima    | Sem coligação                         | PFL     | Deputada federal | 7.280                                                            | 4,31                                                   | Eleito     |
| 2008 | Municipal de Boa Vista | PP, PSB, PDT, PT, PMDB, PHS, PTC e PV | PP      | Vice-prefeita    | 66.998                                                           | 54,35                                                  | Eleito     |
| 2014 | Estadual em Roraima    | PP, PTB e DEM                         | PP      | Governadora      | 100.973 (1º - Primeiro turno) 127.161 votos (1º - Segundo turno) | 41,48 (1º - Primeiro turno) 54,85 (1º - Segundo turno) | Eleito     |
| 2018 | Estadual em Roraima    | PP, PCdoB, PDT, PODE, PRTB, PR e PHS  | PP      | Governadora      | 29.888                                                           | 11,13                                                  | Não Eleita |

## Controvérsias
Em seu primeiro mandato como governadora do estado de Roraima, Suely Campos nomeou dezenove parentes, entre eles suas filhas e irmã, em diversos cargos na estrutura do estado. No entanto, o Tribunal de Contas de Roraima considerou que a decisão da governadora não foi ilegal, entendendo que a natureza das nomeações realizadas não configuraram casos de nepotismo.
Já em de setembro de 2015, foi instaurada uma Comissão Parlamentar Especial na Assembleia Legislativa para analisar um possível afastamento da governadora, baseado em uma representação por crime de responsabilidade do Ministério Público de Contas (MPC). Entre as denúncias, estavam a de que a nomeação de Neudo Campos ao cargo de consultor especial seria inconstitucional e configuraria crime de responsabilidade. Em resposta, o governo afirmou: "O Governo reitera que não foi criado nenhum cargo público através de Decreto e que o ex-governador Neudo Campos assinou Termo de Adesão para atividade de Consultor Especial, sem remuneração e sem vínculo empregatício com o Estado, seguindo os dispositivos da Lei Nacional 9.608/1998. Neudo não recebeu diárias e não fez nenhum pedido de ressarcimento pelas despesas em viagens de interesse do Estado."

### Intervenção federal
Em 10 de dezembro de 2018, o presidente Michel Temer decretou intervenção federal no estado de Roraima. O decreto publicado no Diário Oficial da União (DOU) resultou no afastamento de Suely Campos do poder executivo e nomeou Antonio Denarium (PSL) como Interventor federal no estado. A decisão foi tomada por uma série de motivações, entre elas a crise no sistema penitenciário e financeiro do estado que resultou no não pagamento de servidores estaduais, paralisações policiais e fechamento de quartéis, e na ocorrência de protestos e greves.
Além disso, desde 2015 Roraima enfrentava uma crise migratória motivada pela situação política e econômica da Venezuela. Entre 2015 e 2018, mais de 50 mil venezuelanos chegaram ao estado, o que representou um acréscimo de cerca de 10% da população local. Por conta do impacto da onda migratória nos serviços públicos estaduais, antes de ser afastada, Suely Campos ingressou com uma ação no Supremo Tribunal Federal (STF) pedindo ao Governo Federal o fechamento temporário da fronteira com a Venezuela. Na ocasião, a governadora argumentou que “o desequilíbrio social e econômico que essa forte migração está causando em nosso estado não foi previsto em nenhum tratado internacional”. Ela disse ainda que a “excepcionalidade” da situação exigia “atitudes mais rígidas”.